# 오버바르트군

오버바르트군의 위치

오버바르트군(독일어: Bezirk Oberwart)은 오스트리아 부르겐란트주에 위치한 군으로 행정 중심지는 오버바르트이며 면적은 743.4km2, 인구는 54,353명(2022년 기준), 인구 밀도는 73명/km2이다. 북쪽으로는 오버풀렌도르프군, 니더외스터라이히주 비너노이슈타트란트군, 서쪽으로는 슈타이어마르크주 하르트베르크퓌르스텐펠트군, 남쪽으로는 귀싱군과 접하며 동쪽으로는 헝가리와 국경을 접한다.

## 하위 행정 구역
3개 도시, 12개 시장도시, 17개 일반 시를 관할한다.
- 도시
  - 오버바르트(Oberwart)
  - 핑카펠트(Pinkafeld)
  - 슈타트슐라이닝(Stadtschlaining)
- 시장도시
  - 베른슈타인임부르겐란트(Bernstein im Burgenland)
  - 그로스페터스도르프(Großpetersdorf)
  - 코피디슈(Kohfidisch)
  - 리첼스도르프(Litzelsdorf)
  - 마리아스도르프(Mariasdorf)
  - 마르크트알하우(Markt Allhau)
  - 마르크트노이호디스(Markt Neuhodis)
  - 레흐니츠(Rechnitz)
  - 로텐투름(Rotenturm)
  - 볼파우(Wolfau)
- 일반 시
  - 바트타츠만스도르프(Bad Tatzmannsdorf)
  - 바더스도르프(Badersdorf)
  - 도이치쉬첸아이젠베르크(Deutsch Schützen-Eisenberg)
  - 그라펜샤헨(Grafenschachen)
  - 하너스도르프(Hannersdorf)
  - 야빙(Jabing)
  - 케메텐(Kemeten)
  - 로이퍼스도르프키츨라덴(Loipersdorf-Kitzladen)
  - 미셴도르프(Mischendorf)
  - 노이슈티프트안데어라프니츠(Neustift an der Lafnitz)
  - 오버도르프임부르겐란트(Oberdorf im Burgenland)
  - 오버쉬첸(Oberschützen)
  - 리들링스도르프(Riedlingsdorf)
  - 샤헨도르프(Schachendorf)
  - 샨도르프(Schandorf)
  - 운터콜슈테텐(Unterkohlstätten)
  - 운터바르트(Unterwart)
  - 바이덴바이레흐니츠(Weiden bei Rechnitz)
  - 비스플레크(Wiesfleck)